# Смоленский филиал МЭИ
Смоленский филиал Московского энергетического института — обособленное структурное подразделение Московского энергетического института и крупнейший в смоленском регионе государственный учебно-научный комплекс по подготовке высококвалифицированных инженерных кадров. Единственный в регионе филиал национального исследовательского университета (НИУ).

## История
Филиал Московского энергетического института в Смоленске — образовательное учреждение высшего профессионального образования — был образован 22 июля 1961 года приказом министра высшего и среднего специального образования РСФСР В. Н. Столетова и стал основным учебным заведением по подготовке инженерных кадров для региона. Учебные занятия начались 2 октября 1961 года в помещениях бывшего управления Московской железной дороги (проспект Гагарина, дом 22) со студентами дневной (125 человек) и вечерней (100 человек) форм обучения. Здесь же разместилось и студенческое общежитие.
В мае 2011 года приказом Министерства образования и науки Российской Федерации переименован в филиал федерального государственного бюджетного образовательного учреждения высшего профессионального образования "Национальный исследовательский университет "МЭИ" в городе Смоленске.
Учредителем СФ МЭИ является Министерство образования и науки Российской Федерации. Полномочия учредителя СФ МЭИ осуществляет федеральное государственное бюджетное образовательное учреждение высшего профессионального образования "Национальный исследовательский университет «МЭИ».

## Руководители
Директора смоленского филиала:
- 1961—1962 — Гайдуков, Исай Борисович
- 1962—1971 — Пищиков, Всеволод Илларионович
- 1971—1983 — Фёдоров, Владимир Фёдорович
- 1983—1994 — Волков, Виктор Николаевич
- 1994—2004 — Богатырёв, Александр Фёдорович
- 2004—2012 — Бояринов, Геннадий Иванович
- 2012—н. в. — Федулов, Александр Сергеевич

## Направления
В настоящее время филиал реализует основные образовательные программы высшего профессионального образования по следующим направлениям (в рамках каждого из них по несколько профилей):
- Электроэнергетика и электротехника
- Промышленная теплоэнергетика
- Электромеханические системы
- Технологические машины и оборудование
- Оптико-электронные системы
- Электроника и микропроцессорная техника
- Информатика и вычислительная техника
- Прикладная информатика
- Экономика, бухгалтерский учёт и аудит

Сегодня СФ МЭИ — крупнейший в регионе государственный учебно-научный комплекс, который располагает современными учебными корпусами, учебными и научными лабораториями, библиотекой, общежитиями, материально-технической базой. Это современный центр подготовки инженерных кадров, в котором активную научную и педагогическую деятельность ведут высококвалифицированные преподаватели.
В филиале созданы центры подготовки и переподготовки специалистов, а также подготовительное отделение.

## Квалификации
Выпускники филиала получают государственные дипломы МЭИ по следующим квалификациям:
- Бакалавр (срок обучения 4 года)
- Магистр (срок обучения 2 года после бакалавриата или специалитета)
- Дипломированный специалист (срок обучения 5-5,5 лет)
- Аспирантура (после магистратуры или специалитета)

## Достижения
В 2011 году исполнилось 50 лет со дня образования СФ МЭИ. За это время в филиале подготовлено более 18 тысяч квалифицированных бакалавров, инженеров и магистров. Выпускники СФ МЭИ в настоящее время работают практически на всех предприятиях, в организациях и учреждениях Смоленской области, соседних областей: Московской, Брянской, Калужской; Республики Беларусь и других. Многие занимают руководящие должности.
В институте обучается около 2 тысяч студентов, в том числе и студенты из стран дальнего зарубежья.
Профессорско-преподавательский состав состоит из высококвалифицированных преподавателей, в том числе и 14 докторов наук и 125 кандидатов наук.